# Белмор (Охајо)
Белмор (енгл. Belmore) град је у америчкој савезној држави Охајо.

## Демографија
По попису из 2010. године број становника је 143, што је 28 (-16,4%) становника мање него 2000. године.
| Група             | 2000.       | 2010.       |
| Белци             | 125 (73,1%) | 100 (69,9%) |
| Афроамериканци    | 0 (0,0%)    | 0 (0,0%)    |
| Азијати           | 1 (0,6%)    | 0 (0,0%)    |
| Хиспаноамериканци | 44 (25,7%)  | 42 (29,4%)  |
| Укупно            | 171         | 143         |